# Бодорова
Бодорова (словац. Bodorová) — село, громада округу Турчянське Тепліце, Жилінський край. Кадастрова площа громади — 5.11 км².
Населення 234 особи (станом на 31 грудня 2018 року).

## Історія
Бодорова згадується 1265 року.

## Населення
| Рік:            | 1994. | 2004.    | 2014.   | 2024.   |
| --------------- | ----- | -------- | ------- | ------- |
| Кількість осіб: | 211   | 261      | 243     | 240     |
| Різниця:        |       | +23,69 % | -6,89 % | -1,23 % |

| Рік:            | 2023. | 2024.   |
| --------------- | ----- | ------- |
| Кількість осіб: | 235   | 240     |
| Різниця:        |       | +2,12 % |